# Малые Пруды (Орловская область)
Ма́лые Пруды́ — село в Новосильском районе Орловской области. Входит в состав Прудовского сельского поселения.

## География
Расположено в восточной части области в 8 км от Новосиля на небольшой возвышенности.

## История
Село Малые Пруды упоминается в Дозорной книге Новосильского уезда за 1614—1615 годы как село Верхние Пруды. Малые (Верхние) Пруды состоят из нескольких небольших, в разное время заселившихся, посёлков. За местом, где была церковь, находится посёлок Зацерковная слобода (в просторечии Поповка, где жили священнослужители и церковная прислуга). Далее за хозяйственными церковными постройками гумнами (а церковь имела 49 десятин земли) на этой же стороне Загуменка. Дома, идущие от выгона к пруду — Гусаровка. Слева от церкви (по принятой ориентации алтаря) — Ко(а)нчанка — самое старое поселение. А последнее за выгоном — Пересельцы — более позднее переселение крестьян. В 1926 году село ещё входило в состав села Пруды, а потом выделилось в самостоятельный населённый пункт и имеет общую с ним историю.

## Население
| 2002 | 2010 |
| ---- | ---- |
| 122  | ↘119 |

## Примечание
1. 1 2  Всероссийская перепись населения 2010 года. 7. Численность населения городских округов, муниципальных районов, городских и сельских поселен
2. ↑  Данные Всероссийской переписи населения 2002 года: таблица № 02c. Численность населения и преобладающая национальность по каждому сельскому населённому пункту. — М.: Росстат, 2004.